# Neofelis nebulosa
O leopardo-nebuloso ou pantera-nebulosa (nome científico: Neofelis nebulosa) é uma espécie de mamífero carnívoro da família Felidae. Ocorre dos sopés do Himalaia no Nepal e Índia através do sudeste asiático, até a China, ao sul do rio Yangtzé; está regionalmente extinto no Taiwan. É uma espécie dependente de áreas florestais. É um felino de tamanho médio, medindo de 60 a 110 cm de comprimento e pesando entre 11,5 e 23 kg. Possui pelagem bronzeada ou marrom-clara e distintamente marcada com grandes elipses irregulares, de bordas escuras, das quais se diz terem formato de nebulosas, daí tanto seu nome vulgar quanto científico.
É, de todos os felinos, o que possui os caninos mais longos proporcionalmente ao tamanho. Alimenta-se de pequenos mamíferos. Sua gestação, em cativeiro, dura entre 86 e 93 dias; nascem usualmente dois filhotes, cada um pesando 180 gramas. É classificada como uma espécie vulnerável pela IUCN, com uma população total estimada em menos de 10.000 indivíduos e com tendencia decrescente, embora sua área de ocorrência seja bastante extensa para os padrões atuais, é uma espécie que tende a desaparecer, devido principalmente à destruição de seu habitat.

## Nomenclatura e taxonomia

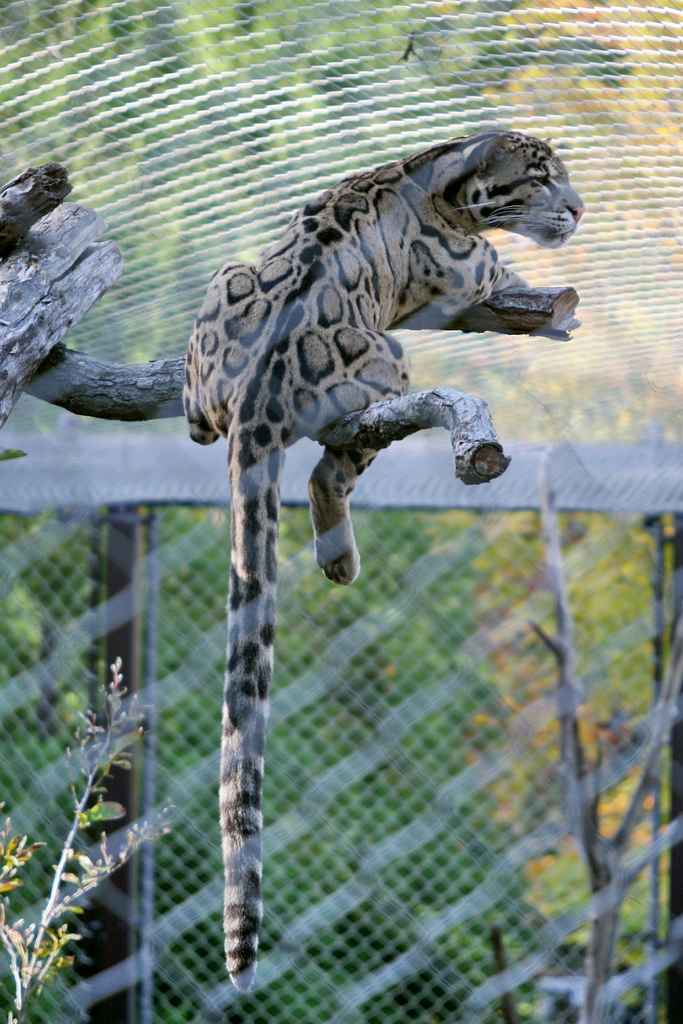
individuo em cativeiro

A espécie foi descrita por Edward Griffith em 1821 como Felis nebulosa. Em 1867, John Edward Gray propôs o termo genérico Neofelis, recombinando a espécie para Neofelis macrocelis. Em 1917, Reginald Innes Pocock reconheceu a distinção de Neofelis como um gênero distinto, e corrigiu a espécie-tipo para Neofelis nebulosa.
N. nebulosa é politípica, sendo três subespécies reconhecidas:
- †Neofelis nebulosa brachyura (Swinhoe, 1862)
- Neofelis nebulosa nebulosa (Griffith, 1821)
- Neofelis nebulosa macrosceloides (Hodgson, 1853)

Neofelis nebulosa diardi, considerada como uma quarta subespécie, foi reclassificada como uma espécie distinta com base em análises moleculares (DNA mitocondrial, e microssatélite) e morfológicas.

## Distribuição geográfica e habitat
O leopardo-nebuloso está distribuído dos sopés do Himalaia no Nepal, Índia e Butão, através de Bangladesh, Mianmar, Tailândia, Malásia peninsular, Camboja, Laos, Vietnã, até a China, ao sul do rio Yangtzé. Está regionalmente extinto em Taiwan.

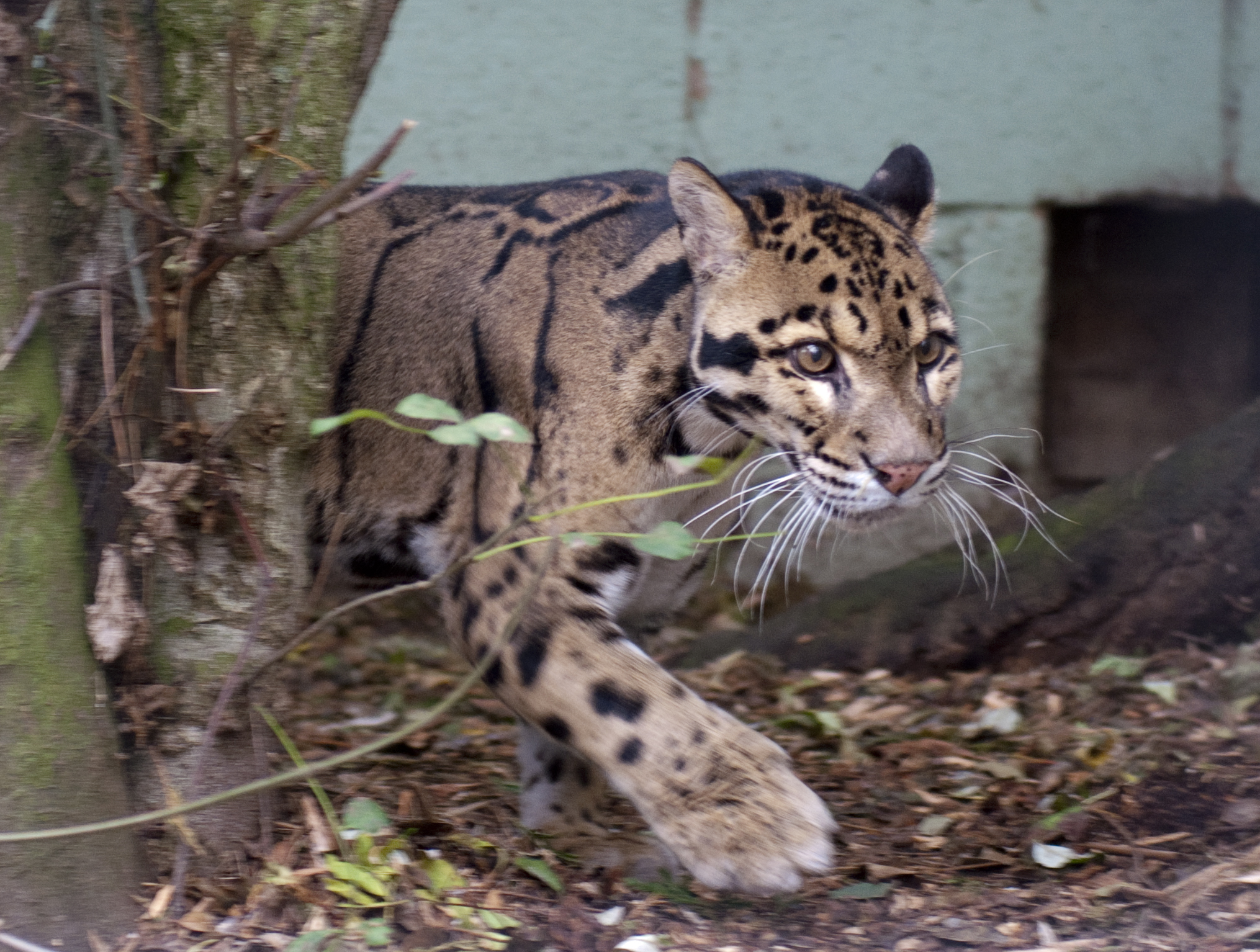
macho em um zoológico

A espécie está associada à habitats florestais, principalmente florestas tropicais úmidas, mas também pode ser registrada em florestas decíduas e secas, assim como em áreas florestais secundárias e devastadas. Com menos frequência, pode ser encontrada em áreas abertas de pastagens e arbustais, florestas tropicais secas e manguezais. Nos Himalaias foi registrada entre 2 500−3 000 metros de altitude.

## Conservação
A União Internacional para a Conservação da Natureza e dos Recursos Naturais (IUCN) classifica o leopardo-nebuloso como "vulnerável" desde 1986. Na Convenção sobre o Comércio Internacional das Espécies da Fauna e da Flora Silvestres Ameaçadas de Extinção (CITES) a espécie está listada no "Apêndice I".